# Paralacydes arescopa
Paralacydes arescopa là một loài bướm đêm thuộc phân họ Arctiinae, họ Erebidae.